# Diniktum
Diniktum fou un regne esmentat en una carta del rei de Yamkhad cap al 1790 aC, i en el qual regnava Singamil. El rei de Yamkhad parla de les relacions comercials amb Babilònia i diu que va ancorar 500 vaixells al port de Diniktum pel que cal suposar que era un regne a la vora del riu Tigris.